# Cosmopolis
Cosmopolis és una pel·lícula canadenco-europea de 2012 dirigida per David Cronenberg a partir de la novel·la homònima de Don DeLillo i coproduïda per Paulo Branco. Narra les anècdotes que viu Eric Packer mentre es passeja per Nova York en limusina. Es va doblar al català.

## Argument
Un multimilionari de 27 anys, Eric Packer (Robert Pattinson), viatja lentament a través de Manhattan en la seva limusina, que utilitza com la seva oficina, quan es dirigeix al seu perruquer preferit. Els embussos són causats per la visita del president dels Estats Units i pel funeral del músic favorit d'Eric, la música del qual es toca en un dels seus dos ascensors privats. Eric s'ha casat recentment. En el cotxe i en altres llocs, té trobades amb la seva esposa, que no vol tenir relacions sexuals amb ell, per estalviar energia que necessita per al seu treball de poetessa. En canvi, ell té relacions sexuals amb altres dones. Cada dia, malgrat tenir reunions importants, el seu metge personal li fa una revisió mèdica per controlar la seva salut. Eric es preocupa perquè el doctor va trobar que té una pròstata asimètrica. Després de l'especulació monetària devastadora, mata al seu guardaespatlles i segueix un camí d'autodestrucció, que inclou a un assassí que vol matar-lo.

## Producció
Colin Farrell va ser inicialment escollit en el paper principal, però va abandonar a causa de dificultats de programació amb Total Recall. Marion Cotillard va estar involucrada en el projecte però també ho va abandonar a causa de conflictes de programació.

## Crítiques
L'obra es va estrenar en el Festival de Canes el 25 de maig de 2012 i va rebre crítiques positives.
Rotten Tomatoes va donar a la pel·lícula un "fresc" 64%, basat en 164 opinions. El consens diu: "Encara que alguns els pot resultar la pel·lícula freda i didàctica, [l'obra] es beneficia de la direcció precisa de David Cronenberg, que resulta en una producció psicològicament complexa de l'adaptació de la novel·la de Don DeLillo." 
Robbie Collin de The Telegraph, li va donar a la pel·lícula quatre estelles sobre cinc, dient: "És una inversió intel·ligent de la pel·lícula de Cronenberg de 1999 eXistenZ... en lloc d'estar connectat un cordó umbilical a un món virtual, Packer està hermèticament segellat en la realitat. L'actuació central de Robert Pattinson com Eric Packer és sensacional, ho interpreta com una caldera humana, pedregosa en la superfície, i amb les càmeres volcàniques d'energia nerviosa i odi a si mateix produint-se molt per sota".

## Repartiment
- Robert Pattinson: Eric Packer
- Paul Giamatti: Benno Levin
- Samantha Morton: Vija Kinsky
- Sarah Gadon: Elise Packer
- Mathieu Amalric: André Petrescu
- Juliette Binoche: Didi Fancher
- Jay Baruchel: Shiner
- Kevin Durand: Torval
- Philip Nozuka: Michael Chin
- K'naan: Brutha Fez
- Emily Hampshire: Jane Melman
- Patricia McKenzie: Kendra Hays